# Liste der Monuments historiques in Mont-le-Vignoble
Die Liste der Monuments historiques in Mont-le-Vignoble führt die Monuments historiques in der französischen Gemeinde Mont-le-Vignoble auf.

## Liste der Objekte
| Bezeichnung | Beschreibung                                     | Standort                             | Kennzeichnung | Schutzstatus | Datum | Bild |
| ----------- | ------------------------------------------------ | ------------------------------------ | ------------- | ------------ | ----- | ---- |
| Retabel     | Stein, farbig gefasst, Ende des 16. Jahrhunderts | außen an der Kirche St-Mansuy (Lage) | PM54000499    | Classé       | 1932  |      |
| Pietà       | Stein, farbig gefasst, 16. Jahrhundert           | in der Kirche St-Mansuy (Lage)       | PM54000497    | Classé       | 1961  |      |
| Kruzifix    | Holz, 17. Jahrhundert                            | in der Kirche St-Mansuy (Lage)       | PM54000498    | Classé       | 1961  |      |